# Emil Brandt (Architekt)
Emil Brandt (* 1851 in Segeberg; † 1933) war ein deutscher Architekt und Baubeamter, der überwiegend in Altona wirkte.

## Leben
Emil Brandt absolvierte ein Realgymnasium und studierte an der Technischen Hochschule München. Nach ersten Anstellungen in Architekturbüros in verschiedenen Großstädten Deutschlands und Österreichs kehrte er nach Schleswig-Holstein zurück und war an Bauprojekten unter anderem in Hamburg, Itzehoe und Glückstadt beteiligt. Er war danach mehrere Jahre „in leitender Stellung“ auf der Insel Fehmarn tätig, wo er auch am Bau von Deichen, Brücken und Leuchttürmen mitarbeitete.
1881 wurde er Stadtbaumeister im damals noch selbständigen Ottensen. Bei der Eingemeindung nach Altona 1889 wurde er übernommen und zum Stadtbauinspektor befördert. Er entwarf das Altonaer Rathaus, das von 1896 bis 1898 unter gemeinsamer Leitung mit Josef Brix fertiggestellt wurde. Daneben entwarf er öffentliche Gebäude wie Schulen, das Bismarckbad und Feuerwehrwachen. Als das Altonaer Stadtbauamt 1908 in Tiefbau- und Hochbauamt aufgeteilt wurde, übernahm Brandt als Stadtbaurat die Leitung des Hochbauamts. 1910 wurde er mit dem preußischen Roten Adlerorden IV. Klasse ausgezeichnet. Im 1914 erschienenen Werk Hamburg und seine Bauten des Architekten- und Ingenieurvereins Hamburg verfasste er Abschnitte über öffentliche Hochbauten in Altona, an denen er teils selbst beteiligt war. Später wurde er zum Stadtoberbaurat ernannt. Brandt wurde Anfang 1920 in den Ruhestand versetzt und starb 1933.

## Bauten
- 1895–1896: Realschule Tresckowallee (heute Bleickenallee) in Hamburg-Ottensen, seit 1991 Rudolf-Steiner-Schule Altona
- 1896–1898: Erweiterung und Umbau des ehemaligen Bahnhofs zum Altonaer Rathaus
- 1903: königlich preußische Höhere Maschinenbauschule in Altona-Nord (heute Goetheallee 5–7; teilweise erhalten)
- 1903–1905: Oberlyzeum an der Allee, heute Gymnasium Allee
- 1908–1910: Oberrealschule Hohenzollernring in Hamburg-Ottensen, heute Gymnasium Altona
- 1911: Bismarckbad in Hamburg-Ottensen (2007 abgerissen)